# Саксонские ворота
Саксонские ворота — яркая достопримечательность и архитектурный символ города Зволле, одно из старейших сохранившихся зданий Нидерландов. Входит в список 100 ценнейших памятников архитектуры Голландии.
Саксонские ворота были сооружены в 1409 году как главные въездные ворота крепостных укреплений Зволле, ныне сохранившихся лишь в небольших фрагментах. В XV веке величественные городские ворота из тёсанного трахита и туфа были призваны олицетворять богатство и процветание ганзейского города.
В начале XVII века, когда крепостные стены потеряли своё оборонительное значение, Саксонские ворота стали выполнять роль тюрьмы. В 1893 году городские власти передали здание правительству Нидерландов для размещения архивов. Тогда же была осуществлена реставрация, а остроконечная крыша ворот увенчана часовой башней. В 2010 году проезд автомобилей через Саксонские ворота был запрещён в целях защиты памятника от выхлопных газов. C 2016 года внутренние помещения ворот открыты для туристов, на первом этаже располагается небольшая краеведческая экспозиция.
Ворота представляют собой квадратное в плане здание с четырьмя восьмиугольными угловыми башнями. Галерея между двумя более мощными башнями наружной стороны оснащёна отверстиями в полу для защиты ворот от врага путём выливания кипящего масла. Интересен также старинный бронзовый фонарь под сводом проездной арки.